# Grissjön, Hälsingland
Grissjön är en sjö i Bollnäs kommun i Hälsingland och ingår i Ljusnans huvudavrinningsområde. Sjön har en area på 0,0608 kvadratkilometer och ligger 141,4 meter över havet. Sjön avvattnas av vattendraget Florån (Glössboån).

## Delavrinningsområde
Grissjön ingår i det delavrinningsområde (680691-154184) som SMHI kallar för Inloppet i Östersjön. Medelhöjden är 161 meter över havet och ytan är 7,33 kvadratkilometer. Det finns inga avrinningsområden uppströms utan avrinningsområdet är högsta punkten. Florån (Glössboån) som avvattnar avrinningsområdet har biflödesordning 2, vilket innebär att vattnet flödar genom totalt 2 vattendrag innan det når havet efter 39 kilometer. Avrinningsområdet består mestadels av skog (69 procent) och jordbruk (11 procent). Avrinningsområdet har 0,07 kvadratkilometer vattenytor vilket ger det en sjöprocent på 0,9 procent. Bebyggelsen i området täcker en yta av 0,33 kvadratkilometer eller 4 procent av avrinningsområdet.